# Leucania venata
Leucania venata là một loài bướm đêm trong họ Noctuidae.